# رمی بیانکاردینی
رمی بیانکاردینی (انگلیسی: Rémi Biancardini؛ زادهٔ ۱۲ اوت ۱۹۹۲) بازیکن فوتبال اهل فرانسه است.